# Allobates conspicuus
Allobates conspicuus (Morales, 2002) è un anfibio anuro appartenente alla famiglia degli Aromobatidi.

## Distribuzione e habitat
Questa specie si verifica:
- in Perù, sul versante orientale della Ande, nelle valli di Pachitea, Manu e Ucayali;
- in Brasile, nello stato di Acre.[1]